# Barbara Neeb
Barbara Neeb (* 1966 in Ingolstadt) ist eine deutsche Literaturübersetzerin aus dem Italienischen, Französischen und Englischen.

## Leben
Neeb studierte Komparatistik sowie italienische und französische Philologie an den Universitäten München und Heidelberg. Sie ist seit 1992 Diplom-Übersetzerin für Italienisch und Französisch. Längere Studienaufenthalte und Stipendien führten sie nach Florenz und Siena.
Sie übersetzt überwiegend im Team mit Katharina Schmidt, u. a. für den Piper Verlag, Diogenes, mare und arsEdition.
Neeb ist Vorstandsmitglied der Weltlesebühne e. V. Seit 2010 organisiert und moderiert sie für die Weltlesebühne Übersetzerveranstaltungen und engagiert sich in diesem Rahmen für die Sichtbarmachung von Übersetzerinnen und Übersetzern. Außerdem betreibt sie zusammen mit der Digitalen Weltlesebühne deren YouTube-Kanal.
Sie ist Mitglied im Verband deutschsprachiger Übersetzer literarischer und wissenschaftlicher Werke (VdÜ).

## Übersetzungen (Auswahl)
- Emily Hawkins: Atlas der verborgenen Welten, München 2023, ISBN 978-3-8458-5174-7 (mit Anna Fleiter, Katharina Schmidt)
- Piergiorgio Pulixi: Die Insel der Seelen, Zürich 2023, ISBN 978-3-311-12059-9 (mit Barbara Engelmann-Bason, Katharina Schmidt)
- Clemency Burton-Hill: Ein neues Jahr voller Wunder, Zürich 2023, ISBN 978-3-257-07245-7 (mit Ulrike Schimming, Katharina Schmidt)
- Germana Fabiano: Mattanza, Hamburg 2023, ISBN 978-3-86648-670-6 (mit Katharina Schmidt)
- Jacqueline Woodson: Seit du gegangen bist, München 2023, ISBN 978-3-570-16666-6 (mit Katharina Schmidt)
- Zlatan Ibrahimović, Luigi Garlando: Adrenalin, München 2022, ISBN 978-3-89029-564-0 (mit Katharina Schmidt)
- Romina Casagrande, Als wir uns die Welt versprachen, Frankfurt am Main 2022, ISBN 978-3-596-70056-1 (mit Katharina Schmidt)
- Leonardo Acerbi (Hrsg.), Ayrton Senna, Bielefeld 2022, ISBN 978-3-667-12354-1 (mit Katharina Schmidt)
- Lucrezia Scali, Solange du noch träumen kannst, München 2017, ISBN 978-3-442-48584-0 (mit Katharina Schmidt)
- Jasper Fforde, Das Lied des Quarktiers, Köln 2016, ISBN 978-3-846-60023-8 (mit Katharina Schmidt)
- Massimo Carlotto, Am Ende eines öden Tages, Stuttgart 2016, ISBN 978-3-608-50137-7 (mit Hinrich Schmidt-Henkel, Katharina Schmidt)
- Jean-Bernard Pouy, Larchmütz 5632, Heilbronn 2001, ISBN 3-923208-45-6 (mit Stefan Linster)